# Bihar Sharif
Pour les articles homonymes, voir Bihar (homonymie).
Bihar Sharif est une ville indienne située dans le district de Nalanda dans l’État du Bihar. En 2012, sa population était de 331 972 habitants.

## Source de la traduction
- (en) Cet article est partiellement ou en totalité issu de l’article de Wikipédia en anglais intitulé « Bihar Sharif » (voir la liste des auteurs).